# Ferrán Bassas
Ferran Bassas Navarra (Barcelona, 29 de abril de 1992)  es un jugador español de baloncesto. Con 1.81 metros de estatura, juega en la posición de base. Actualmente forma parte de la plantilla del Morabanc Andorra de la liga ACB. Es hermano del también baloncestista, Pol Bassas.

## Trayectoria
Se forma en las categorías inferiores del Joventut de Badalona. En la temporada 2011-12 hace su debut en el primer equipo verdinegro, en un partido contra el Básquet Manresa en el que anota 2 puntos en 12 minutos. La temporada 2012-13 juega en el CB El Prat, equipo vinculado el Joventut. En el año 2013 ficha por el Oviedo Club Baloncesto, jugando durante 3 temporadas en Liga LEB y promediando 8,6 puntos y 4,6 asistencias en temporada.
En verano de 2016 ficha por el Iberostar Tenerife.
LLegó a Tenerife tras ser el máximo asistente de Oro y más tarde, se convirtió en campeón de la a Liga de Campeones de Baloncesto 2016-17, y la Copa Intercontinental FIBA 2017, siendo una pieza importante de un equipo que año tras año iría logrando la clasificación para los playoffs ACB.
En julio de 2019, firma por San Pablo Burgos de la liga ACB, donde jugó una temporada .
En julio de 2020 firma por el Club Joventut de Badalona por tres temporadas.
El 6 de julio de 2022, firma por el Club Baloncesto Gran Canaria de la liga ACB.
En julio de 2024, firma por el Morabanc Andorra de la liga ACB.